# Stefan Fabiszewski

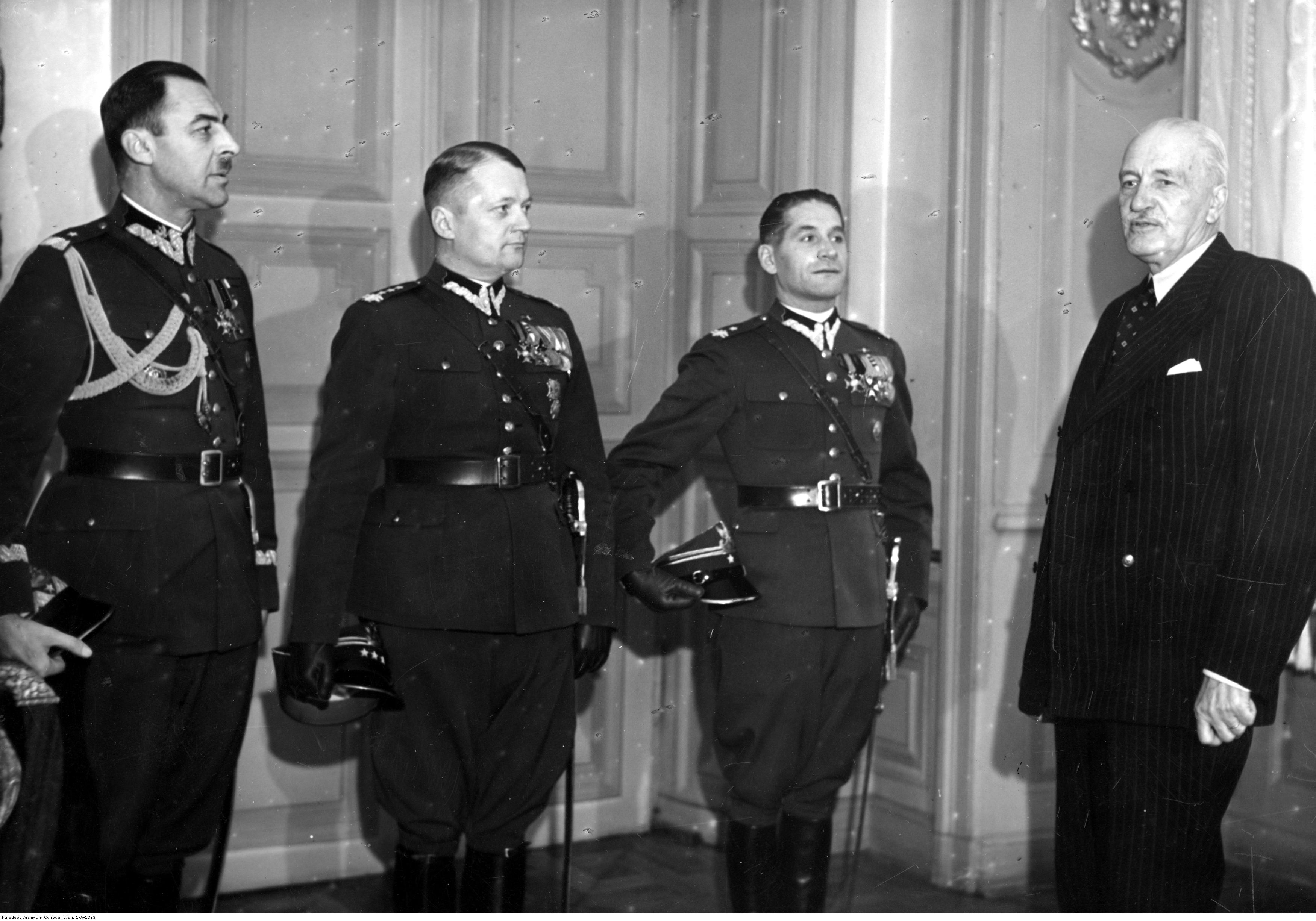
Prezydent Ignacy Mościcki i pracownicy Gabinetu Wojskowego Prezydenta RP; mjr Stefan Fabiszewski trzeci z lewej

Stefan Fabiszewski, ps. Tadeusz (ur. 18 czerwca 1896 w Gostyninie, zm. 12 stycznia 1974 w Brighton, w Wielkiej Brytanii) – podpułkownik piechoty Wojska Polskiego II RP, kawaler Orderu Virtuti Militari.

## Życiorys
Urodził się w rodzinie Tomasza i Józefy ze Szczypkowskich. Przed I wojną światową był członkiem Związku Strzeleckiego. W sierpniu 1914 wcielony został do Pierwszej Kompanii Kadrowej. W czasie walk pod Jastkowem został ranny. Po kryzysie przysięgowym internowany w Szczypiornie i Łomży, skąd zbiegł w marcu 1918. Po ucieczce z obozu wstąpił do Polskiej Organizacji Wojskowej. W okresie od listopada 1918 do kwietnia 1919 pełnił służbę w 4 Dywizji Strzelców Polskich gen. Lucjana Żeligowskiego, awansując do stopnia podporucznika. W sierpniu 1919 wziął udział w I powstaniu śląskim. W lipcu 1920 awansował na porucznika. Dowodził wówczas 3 kompanią 142 pułku piechoty.
Po zakończeniu wojny z bolszewikami pełnił służbę w III batalionie 13 pułku piechoty. 3 maja 1922 zweryfikowany w stopniu kapitan ze starszeństwem z 1 czerwca 1919 i 1196. lokatą w korpusie oficerów piechoty. W 1923, w garnizonie Wilno, pełnił funkcję oficera sztabu dowódcy piechoty dywizyjnej 19 Dywizji Piechoty płk. Waleriana Czumy. W następnym roku pełnił służbę w macierzystym 73 pułku piechoty w Katowicach. Następnie pełnił służbę w 28 pułku piechoty w Łodzi. 18 lutego 1928 został mianowany majorem ze starszeństwem z 1 stycznia 1928 i 73. lokatą w korpusie oficerów piechoty. W kwietniu tego roku został przeniesiony do 62 pułku piechoty w Bydgoszczy na stanowisko oficera sztabowego pułku. W lipcu 1929 został przesunięty na stanowisko dowódcy batalionu. Następnie został przeniesiony do dyspozycji dowódcy Okręgu Korpusu Nr VIII. W sierpniu 1931 został przeniesiony do Kwatery Głównej Ministerstwa Spraw Wojskowych w Warszawie na stanowisko dowódcy batalionu sztabowego. W czerwcu 1934 został przeniesiony do dyspozycji szefa Biura Personalnego MSWojsk. 16 lipca 1934 przyjął obowiązki komendanta Wojskowej Składnicy Tranzytowej na Westerplatte, a 3 grudnia 1938 przekazał je mjr. Henrykowi Sucharskiemu. Stojąc na czele składnicy był odpowiedzialny za ufortyfikowanie terenu półwyspu. 4 listopada 1938 powołany został do Oddziału Zamkowego Prezydenta Rzeczypospolitej. Na stopnień podpułkownika został mianowany ze starszeństwem z 1 września 1939 i 1. lokatą w korpusie oficerów piechoty. Był to tzw. awans emerytalny w związku z przeniesieniem w stan spoczynku.
W czasie kampanii wrześniowej 1939 ewakuował się do Rumunii skąd wyjechał do Francji, a później do Anglii. Na emigracji publikował w „Tygodniu Polskim” oraz „Dzienniku Polskim - Dzienniku Żołnierza”.

## Upamiętnienie
Pamięć o Stefanie Fabiszewskim kultywuje I Liceum Ogólnokształcące PUL w Gostyninie, które od listopada 2006 nosi imię Bohaterów Gostynina.

## Ordery i odznaczenia
- Krzyż Srebrny Orderu Wojskowego Virtuti Militari nr 7158
- Krzyż Niepodległości (4 lutego 1932)[9]
- Krzyż Walecznych (czterokrotnie, po raz pierwszy w 1921)[10]
- Złoty Krzyż Zasługi (16 marca 1934)[11]
- Odznaka Pamiątkowa „Pierwszej Kadrowej”[12]